# VI (Álbum)
VI é o sexto álbum de estúdio dos Detonautas Roque Clube, lançado em 27 de outubro de 2017. O álbum foi gravado no estúdio Mobília Space, do baterista Fábio Brasil, e traz 9 faixas inéditas, contando com uma versão da música "Na Sombra de Uma Árvore", do cantor e compositor baiano Hyldon.
O álbum comemora os 20 anos de carreira da banda, além de contar com a presença do baixista André Macca como integrante oficial.
O título do álbum vem da simbologia referente a formação clássica da banda que na maior parte da carreira é formada por um sexteto, além disso todas as canções vão de encontro ao significado do algarismo VI na Numerologia Pitagórica, o número 6 é uma referência de grandes ideais. Ele está associado à justiça e a outras virtudes de equilíbrio.
O álbum também é o último da banda ainda com o nome Detonautas Roque Clube. Após este álbum, a banda passou a se chamar apenas Detonautas.

## Recepção da crítica
Escrevendo para o Galeria Musical, Anderson Nascimento diz que ''Em um ano que musicalmente ainda não se justificava, “VI” é o trunfo na manga do cenário musical nacional do Pop/Rock, além de coroar, da melhor maneira possível, os 20 anos de estrada e de trabalho honesto que o grupo completou neste ano".
Mauro Ferreira, por sua vez, registrou no G1 que "Grupo Detonautas regrava Hyldon e se junta com Leoni no sexto álbum e "VI" dá continuidade à saga da banda Detonautas em clima pop romântico".

## Faixas
| N.º            | Título                    | Letras                 | Duração |  |
| 1.             | "Nossos Segredos"         | Tico Santa Cruz        | 4:10    |  |
| 2.             | "Por Onde Você Anda?"     | Tico Santa Cruz        | 4:01    |  |
| 3.             | "Você Vai Lembrar De Mim" | Tico Santa Cruz        | 5:24    |  |
| 4.             | "Dias Assim"              | Tico Santa Cruz, Leoni | 4:34    |  |
| 5.             | "Brother"                 | Tico Santa Cruz        | 4:25    |  |
| 6.             | "Na Sombra De Uma Árvore" | Hyldon                 | 4:49    |  |
| 7.             | "Canção Do Amigo"         | Tico Santa Cruz        | 3:56    |  |
| 8.             | "Aqui Na Terra"           | Tico Santa Cruz        | 3:04    |  |
| 9.             | "Nada Vai Me Derrubar"    | Phil Machado           | 4:48    |  |
| 10.            | "Acre Song"               | Tico Santa Cruz        | 4:34    |  |
| Duração total: | Duração total:            | Duração total:         | 43:47   |  |

## Ficha técnica

### Detonautas Roque Clube
- Tico Santa Cruz - Vocal, Violão
- Renato Rocha - Guitarra, Violão, Piano e Vocal de apoio
- Fábio Brasil -  Bateria
- Cléston - Percussão
- Phil - Guitarra e Vocal de apoio
- Macca - Baixo

### Músicos adicionais
- Leoni - Voz e Guitarra refrão em ''Dias Assim''
- Régis Leal - Piano em ''Nossos Segredos''
- Fabrizio Iorio - Arranjo de Cordas e metais em ''Nossos Segredos'' e ''Na Sombra de Uma Árvore'', Acordeon em ''Você Vai Lembrar de Mim''.

### Créditos
- Produção - Detonautas Roque Clube
- Mixagem - Felipe Lisciel no Estúdio Forest Lab (Petrópolis/RJ)
- Masterização - Ricardo Garcia no Estúdio Magic Master(RJ)

## Curiosidades
- A Faixa "Dias Assim" foi inspirada em Everybody Hurts (de 1992, da banda norte-americana R.EM.) e a letra era de um poema escrito por Tico Santa Cruz em uma viagem pelo sul do Brasil[8].
- A Faixa "Aqui Na Terra" fez parte da primeira demo da banda ainda no ano de 1997.
- A Faixa "Nada Vai Me Derrubar" é a primeira composição do guitarrista Phil a entrar em discos do Detonautas Roque Clube.
- A Faixa "Acre Song" fazia parte das diversas escolhidas para o Disco anterior A Saga Continua, mas, foi arquivada e liberada somente no disco VI.
- A Faixa "Por Onde Você Anda?" ganhou uma versão com com cantor Lucas Lucco em maio de 2018.[9]
- A Faixa "Você Vai Lembrar de Mim" ganhou uma versão com a cantora e compositora Alcione em setembro de 2018.[10]
- O Disco é dedicado ao músico Roberto Lly, baixista da banda Herva Doce, falecido em 2016. Ele seria o produtor desse projeto musical.